# 兴东街道 (南宁市)
兴东街道是中华人民共和国广西壮族自治区南宁市兴宁区下辖的一个街道办事处。

## 行政区划
兴东街道下辖以下村级行政区划单位：
澳华社区、兴东社区、将桥社区、五村岭社区、邕武东社区、兴桂社区、鸡村。